# Georges Sagnac
Georges Sagnac (1869 – 1928) è stato un fisico francese.
A lui si deve la scoperta dell'effetto ottico che porta il suo nome.
Poco si sa della sua vita privata, oltre al fatto che fu tra i primi in Francia a studiare i raggi X, seguendo Wilhelm Conrad Röntgen quando era ancora assistente di laboratorio alla Sorbona. Marie Curie raccontò che, insieme al marito, ebbe contatti con Sagnac alla scoperta della radioattività. 
Sagnac apparteneva a un gruppo di amici scienziati che includeva Pierre e Marie Curie, Paul Langevin, Jean Perrin ed Émile Borel.   
Nel 1913 Georges Sagnac dimostrò, con la scoperta dell'effetto ottico omonimo, che se si manda la luce in due direzioni circolari opposte su una base rotante, la velocità della luce che gira nello stesso verso della base sarà maggiore di quella che gira in senso opposto.
I risultati di questo esperimento sembravano contraddire l'allora recente teoria della relatività, di cui Sagnac era un acceso detrattore. Tuttavia si dimostrò in seguito che i risultati del suo esperimento potevano essere ben spiegati dalla relatività generale e dalla relatività speciale.